# Carlota de Hesse-Cassel
Carlota de Hesse-Cassel (Cassel, 20 de novembro de 1627 – Heidelberg, 26 de março de 1686) foi a consorte de Carlos I Luís, Eleitor Palatino e mãe de Isabel Carlota do Palatinado.

## Biografia
Filha de Guilherme V de Hesse-Cassel e de Amália Isabel de Hanau-Münzenberg, Carlota casou-se com Carlos I Luís, Eleitor Palatino quando ainda era muito jovem. O casamento foi muito infeliz.
Carlota sofreu muito pelo comportamento de seu marido e o acusou de ser violento e muito interessado em caçar, atividade que o distraiu do governo e da vida como um casal. Em qualquer caso, sua força de vontade a leva a separar-se cada vez mais de Carlos Luis, que encontrou em sua amante Marie Luise von Degenfeld o que não encontrou com sua esposa e pediu o divórcio.
Depois que o divórcio foi formalizado, Carlota não retornou a Cassel, mas continuou residindo no Castelo de Heidelberg, na esperança de que seu marido voltasse para ela.
Morreu em Heidelberg em 16 de março de 1686.

## Descendência
| Nome                         | Nascimento          | Morte                 | Notas                                                                      |
| ---------------------------- | ------------------- | --------------------- | -------------------------------------------------------------------------- |
| Carlos II, Eleitor Palatino  | 31 de março de 1651 | 26 de maio de 1685    | Casou-se com Guilhermina Ernestina da Dinamarca em 1671, sem descendência. |
| Isabel Carlota do Palatinado | 27 de maio de 1652  | 8 de dezembro de 1722 | Casou-se com Filipe I, Duque de Orleães em 1671, com descendência.         |
| Frederico do Palatinado      | 12 de maio 1653     | 13 de maio 1653       | Morreu na infância.                                                        |

## Títulos, estilos, honras e armas

### Títulos e estilos
- 20 de novembro de 1627 – 22 de fevereiro de 1650: Sua Alteza Sereníssima, Condessa Carlota de Hesse-Cassel
- 22 de fevereiro de 1650 – 1657: Sua Alteza Sereníssima, a Eleitora Palatina
- 1657 – 26 de março de 1686: Sua Alteza Sereníssima, Condessa Carlota de Hesse-Cassel